# Robertus heydemanni
Robertus heydemanni là một loài nhện trong họ Theridiidae.
Loài này thuộc chi Robertus. Robertus heydemanni được miêu tả năm 1965 bởi Wiehle.